# Velha Direita (Estados Unidos)
A Velha Direita (em inglês:  Old Right) é uma designação informal usada para um ramo do conservadorismo americano que foi mais proeminente de 1910 a meados da década de 1950, mas nunca se tornou um movimento organizado. A maioria dos membros eram republicanos, embora houvesse um elemento democrata conservador baseado principalmente no sul dos Estados Unidos. Eles são chamados de "Velha Direita" para distingui-los de seus sucessores da Nova Direita que ganharam destaque nas décadas de 1960, 1970 e 1980.
A maioria foi unificada por sua defesa da autoridade, tradição, moralidade, religião, governo limitado, império da lei, nacionalismo, capitalismo, conservadorismo social, anticomunismo, antissocialismo, antimaçonaria, antissionismo e anti-imperialismo, bem como seu ceticismo em relação à democracia e ao crescente poder de Washington. A Velha Direita tipicamente favorecia o liberalismo clássico laissez-faire; alguns eram conservadores voltados para os negócios; outros eram ex-esquerdistas radicais que se moveram acentuadamente para a direita, como o romancista John Dos Passos. Outros ainda, como os agrários democratas do sul, eram tradicionalistas que sonhavam em restaurar uma sociedade comunal pré-moderna. Acima de tudo, escreveu Murray Rothbard, a Velha Direita estava unificada pela oposição ao que viam como o perigo de uma "ditadura doméstica" do presidente democrata Franklin Roosevelt e seu programa New Deal. A devoção da Velha Direita ao anti-imperialismo e isolacionismo estava em desacordo com o objetivo intervencionista da democracia global, a transformação de cima para baixo da herança local, engenharia social e institucional da esquerda política e alguns da direita moderna.
A Velha Direita por si desapareceu como um movimento organizado, mas muitas ideias semelhantes são encontradas entre os paleoconservadores e os paleolibertários.